# Песня

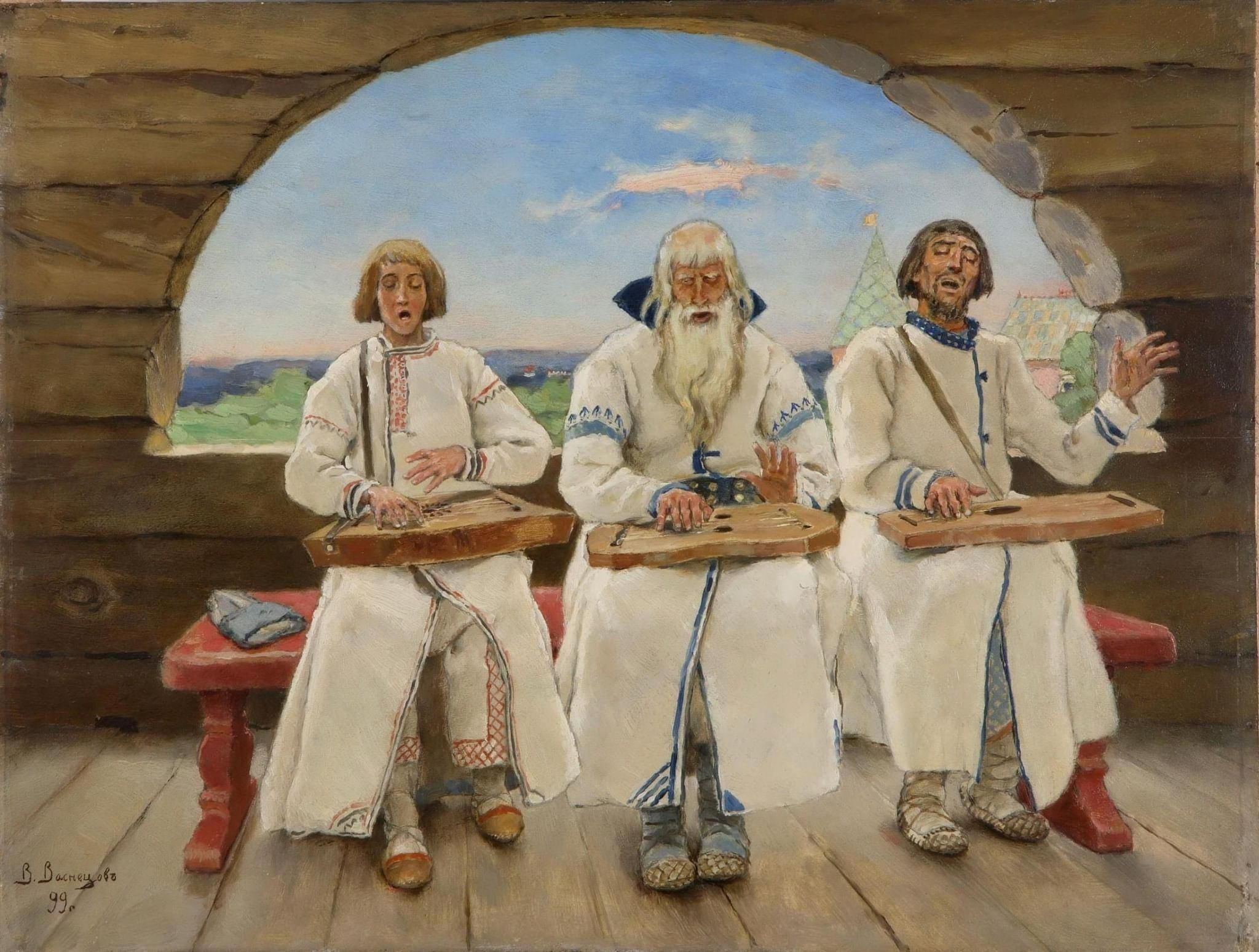
Гусляры, картина В. М. Васнецова, 1899 год

Пе́сня, или песнь — наиболее простая, но распространённая форма вокальной музыки, объединяющая поэтический текст с мелодией. Иногда сопровождается оркестикой (также мимикой). Песня в широком значении включает в себя всё, что поётся, при условии одновременного сочетания слова и напева; в узком значении — малый стихотворный лирический жанр, существующий у всех народов и характеризующийся простотой музыкально-словесного построения. Песни отличаются по жанрам, складу, формам исполнения и другим признакам. Песня может исполняться как одним певцом, так и хором. Песни поют как с инструментальным сопровождением, так и без него (a cappella).
Мелодия песни является обобщённым, итоговым выражением образного содержания текста в целом. Мелодия и текст подобны по структуре: они состоят из равных (а в музыке и одинаковых) построений — строф или куплетов (часто с рефреном — припевом).

## Песня в истории и культуре человечества
Народная форма песни, несомненно, древнейшая, так как в ней, с одной стороны, отдельные формальные элементы поэтического творчества — эпос, лирика и драма — ещё не выделились, не обособились в отдельные категории, с другой — музыка находится ещё в тесной связи с оркестикой и поэзией. Развитие этого конгломерата и выделение из него специально поэтических элементов составляет предмет исторической поэтики песни. Наука далеко не всегда располагает в этой области достаточным количеством материала. От древней песни до нас дошли только скудные «disjecta membra», на основе которых приходится реконструировать произведение. Количество сохранившихся текстов, в сравнении с исчезнувшими бесследно, крайне ничтожно. Добытые из них прямые сведения могут быть, однако, расширены и дополнены двояким образом:
1. Путём сличения их с показаниями писателей, далеко, впрочем, не щедрых на разъяснения более обстоятельного характера (там, где тексты не сохранились вовсе, метод этот является часто основным в анализе той или другой категории песен), и
2. путём сличения древних материалов с живой народной песней, сохраняющей множество старых традиций. Обоими путями исследования — прямым и косвенным — и пользуется поэтика. При их помощи удалось восстановить внутреннюю историю песни, по крайней мере в основных чертах[3].

В отдалённейшую эпоху песня была чужда тех идеальных художественных задач, которые она преследует теперь. Составляя одну из самых существенных сторон древнейшего обряда, она удовлетворяла на первых порах одной лишь практической потребности; только с течением времени эстетический элемент был выдвинут в ней на первый план, и песня обратилась в художественное произведение. Обрядовый момент обусловил собой и внутреннее содержание, и форму песни. Содержание их было религиозное, не всегда торжественное по характеру и построению, что зависело от свойств воспеваемого момента (сродни: различный характер греческих Дионисий). Мотивы древнейших песен были крайне несложны. Так, некоторые священные гимны первобытнообщинных племён состоят всего из двух-трёх фраз, беспрестанно повторяемых, с незначительными изменениями. Простоте содержания соответствовала и несложность исполнения. Примитивную песню пели обыкновенно хором. Искусства от исполнителей не требовалось никакого: центр тяжести древнейшей песни лежал в её тексте, пока ещё очень простом.
Иногда в зависимости от содержания при усилении диалектического момента, вместо одного хора выступало два — обстоятельство, которое, впрочем, могло обуславливаться и тем, что в пении принимали участие мужчины и женщины. Антифонизм, следовательно, мог и не зависеть от содержания песни. Обе формы исполнения находят себе фактическое подтверждение в псалмах евреев, в античных гименеях и т. п. Исполнение песни двумя хорами играет крайне важную роль в построении самого её текста: этим исполнением объясняется явление параллелизма — одного из основных принципов построения древней песни. Пели два хора или полухора; второй отвечал первому синонимическим, метрически построенным целым, захватывая при этом часть предыдущего колена. Параллелизм не имел ритмического значения, которое ему иногда приписывается. Каждый член построен ритмично; стало быть ритм здесь не в одних мыслях. Синонимизм параллельных членов объясняется вообще слабым развитием поэтической изобретательности. При исполнении песни не только второй хор примыкал к первому, но и первый постоянно придерживался мысли, развитой в только что пропетой параллельной паре колен. Запас идей и образов в древнейшей песне был минимален. Описанный параллелизм встречается в песнях самого разнообразного происхождения: он может быть найден у египтян, у индусов, у евреев, у ассирийцев, у славян и других древних и новых народов. Это параллелизм аналитический или номинальный, не имеющий ничего общего с параллелизмом-сравнением, синтетическим или реальным, на котором построены, например, многие тирольские Schnadahüpfl, итальянские ritornelli или strambotti, греческие дистихи, испанские coblas или peteneras, литовские damas, венецианско-фриульские vilotte, древнеиндийские четверостишия Hâla и т. д. Синтетический параллелизм имеет также огромное значение для характеристики древнего поэтического творчества. Это — своеобразный приём логической комбинации, особенная форма синтаксиса образов, которая сохраняется в поэзии и до сих пор, как переживание, напоминающее о некогда существовавших реальных отношениях. Распространённое в русской народной поэзии отрицательное сравнение может служить примером такого параллелизма:

Не сырой дуб к земле клонится

Не бумажные листочки расстилаются

Расстилается сын перед батюшкой…

Формулятивность, косность в характере элементов песни, всевозможные постоянные эпитеты, шаблонные сравнения, повторения формул, являются значительно позже. В древнейшую пору песня имела крайне подвижную форму. Музыкальный и ритмический элементы дополняли картину; оба были ещё в зачаточном состоянии. Непрерывно повторявшуюся музыкальную тему нужно представлять себе чем-то вроде музыкального речитатива простейшей конструкции. Явственная мелодия ещё не успела выработаться; её заменяла декламация нараспев, отвечавшая общему характеру древней речи. Известно, что корни слов, обозначающих «петь» и «говорить», тождественны в различных языках (например, нем. singen и нем. sagen), что указывает на близость самых действий; более древним можно считать речь или, вернее, нечто среднее между речью и пением.
Текст песни имел свои логические ударения, по которым и располагался ритм, то есть метрические и логические ударения совпадали. Слабое ощущение правильной ритмической последовательности получалось лишь в силу повторяемости определённого количества «вольных метров» или ритмических единиц, в параллельных стихах или, лучше, коленах. Такова древнейшая метрика стиха. В эту эпоху текст доминирует ещё над музыкальными элементом. Уже в эту древнейшую пору истории песни мог зародиться процесс выделения личного певца из хора. Более музыкально и поэтически одарённые личности выделяются из круга хоровых певцов-исполнителей, становятся запевалами (нем. Vorsinger, греч. έξάρχων), а хор, отступив на второй план, спускается постепенно до положения музыкального орудия: он только подпевает солисту (см. Припев). Оркестический элемент выходит отчасти из компетенции запевалы и остаётся за хором.
Песня продолжала развиваться и в формальном, и в реальном отношениях. Круг тем, входивших в поэтический обиход, постепенно рос и расширялся. Исключительная связь песни с религиозным культом ослабевала. Из религиозно-обрядовой песня становится бытовой в более широком смысле этого слова, общественно-исторической, служа не одним только узкопрактическим целям. Такое расширение поэтического содержания вызвано было различными переменами в самом социальном строе первобытного общества. Древние греки воспевали своих героев в дифирамбах, в гимнах, посвящённых первоначально Дионису; старая форма восприняла новое содержание, отвечавшее новым потребностям. Рука об руку с развитием образов и идей в песне развивались и элементы формы. Исполнение песни стало более сложным, что, в свою очередь, отразилось и на её форме. Параллельно упомянутым выше главным музыкально-логическим ударениям постепенно развиваются в стихе ударения чисто музыкальные. Эти последние могут и не совпадать с грамматическими ударениями, так как они обуславливаются одними только музыкальными требованиями. В силу этого нового принципа стих разбивается на правильные музыкальные такты, метрические единицы, постоянные, более или менее, для данной пьесы. Этим сглаживается относительно малая ритмичность древнейшего стиха, шероховатость которого, чувствовавшаяся при рецитации, исчезает при пении. Речитатив постепенно переходит в плавную (относительно, конечно) мелодию; музыка начинает доминировать над текстом. Благодаря описанному выше кризису в истории обрядовой песни — выделению личного певца из хора — открывается больший простор развитию её реальной стороны; появляется ряд незнакомых древнейшей эпохе песен: эротических, сатирических, эпических и других, стоящих вне всяких отношений к обрядовому действу; наконец, на почве диалога между хором и его корифеем развивается драма. Песня начинает интересовать сама по себе, своим содержанием, которое свободно перерабатывается сообразно условиям среды и времени. Всё это создаёт благоприятную атмосферу для развития единичного певца.
Выделению и обособлению певца из хора предшествуют также (хотя и не везде) некоторые перемены в ритмическом, формальном строе песни. Стих (колено) подпадает сильному влиянию музыки, особенно в языках, сохранивших древние долгие и краткие гласные (например, в греческом языке). Музыкальный, ритмический строй переносят на текст песни; из слогов составляется ряд однообразных последовательных словесных единиц или стоп, соответствующих музыкальным тактам; таким путём текст приобретает сам по себе музыкальный характер. Это момент отделения текста от музыки. Он отвечает такому исполнению, при котором музыкальный элемент далеко не играет главной роли — именно исполнению личных певцов, безо всякой или только с очень незначительной поддержкой хора. Греческие эпические поэмы, распевавшиеся певцами, построены на описанном принципе. Наступает, наконец, эпоха широкого развития деятельности личных певцов. Это не значит, что старая хоровая поэзия исчезла вовсе; она продолжала существовать, но должна была уступить часть своего значения новым певцам, так недавно ещё игравшим в хоре роль primi inter pares. Этому молодому поколению певцов следует приписать целый ряд реформ в строе песни. Только с появлением личных певцов эпос, лирика и драма получают значение самостоятельных категорий поэзии; только в руках этих певцов поэтическая форма песни приобретает все то разнообразие оттенков, которое усиливает впечатление содержания. Первые параллельные ритмические единицы сливаются в одно целое, так как не отвечают уже более новому способу исполнения.
Но параллелизм ещё долго не утрачивал своего значения даже в эпоху личных певцов. Наряду с ним продолжают существовать и другие элементы поэтической формы, получив уже значение переживаний. Многие явления стиля, находящие себе объяснение только в хоровом исполнении, теперь встречаются в роли формул, застывших, утративших, собственно говоря, смысл и сохраняемых лишь в силу формально-поэтической традиции. К таким архаическим приёмам принадлежат, например, различные припевы, положившие основание троичному делению строфы (Tripartition, Dreiteiligkeit) и осмыслившие, таким образом, старый приём с новой точки зрения.
В германской песне деятельность новых певцов в формальном отношении отмечена появлением особого героического стиха — Langzeile, представляющим собой в строении и акцентуации полнейшую аналогию с русским былинным стихом; оба возникли при одинаковых условиях и одинаковым путём. Подобную же форму стиха можно наблюдать не только в эпических памятниках, но и в некоторых других, исполнявшихся одним лицом, как например в немецком Wessobrunnergebet, где встречается смешение длинных стихов с короткими, в некоторых германских заклинаниях, в датских и шведских народных песнях и т. п. Вероятно и греческий эпический стих представляет собой продукт сравнительно позднего развития. Стих греческих паремий (παροίμια), так называемый versus paroemiacus, значительно короче и, что особенно интересно, он является полной аналогией к германскому Kurzzeile (а может быть и к славянскому плясовому стиху с двумя сильными ударениями).
Таковы те главные этапы, через которые прошла песня на пути своего исторического развития. В результате получились две основные формы её: хоровая (синкретическая) и личная (без элементов оркестики). На почве этой последней создалась, по мере общественной дифференциации, так называемая искусственная поэзия, которая отражала в себе идеи и настроение только известной части общества; что же касается хоровой песни, некогда общенародной, то она обратилась в народную (то есть простонародную).
Так из древнейшей песни выделилась авторская песня, а затем постоянно обновляла последнюю материалом, почерпнутым из народной песни (отсюда и песни А. В. Кольцова, Роберта Бёрнса и др.). В свою очередь, масса материала авторской песни заимствовала песня народная. Такое постоянное общение между обеими упомянутыми категориями песен составляет основной принцип их истории. Так, в Германии или во Франции поэзия трубадуров, труверов и миннезингеров (XII—XIII века) основывается на народной поэзии, но в XV веке рыцарская поэзия, в эпоху позднего средневековья, обновила собой народную песню.
Эллинские поэты создали несколько разновидностей песни: элегия, гимн, культовая песня, застольная песня, похвальная (хвалебная) песня, песня о любви. Со временем некоторые из них стали самостоятельными жанровыми разновидностями лирики.
Тесно связана с музыкой средневековая песня — канцона, рондо, серенада, баллада — создателями которой были труверы, трубадуры, миннезингеры. В средневековой литературе песней называли также эпические произведения об исторических или легендарных героях («Песнь о Роланде»).

## Поэтика и язык песни

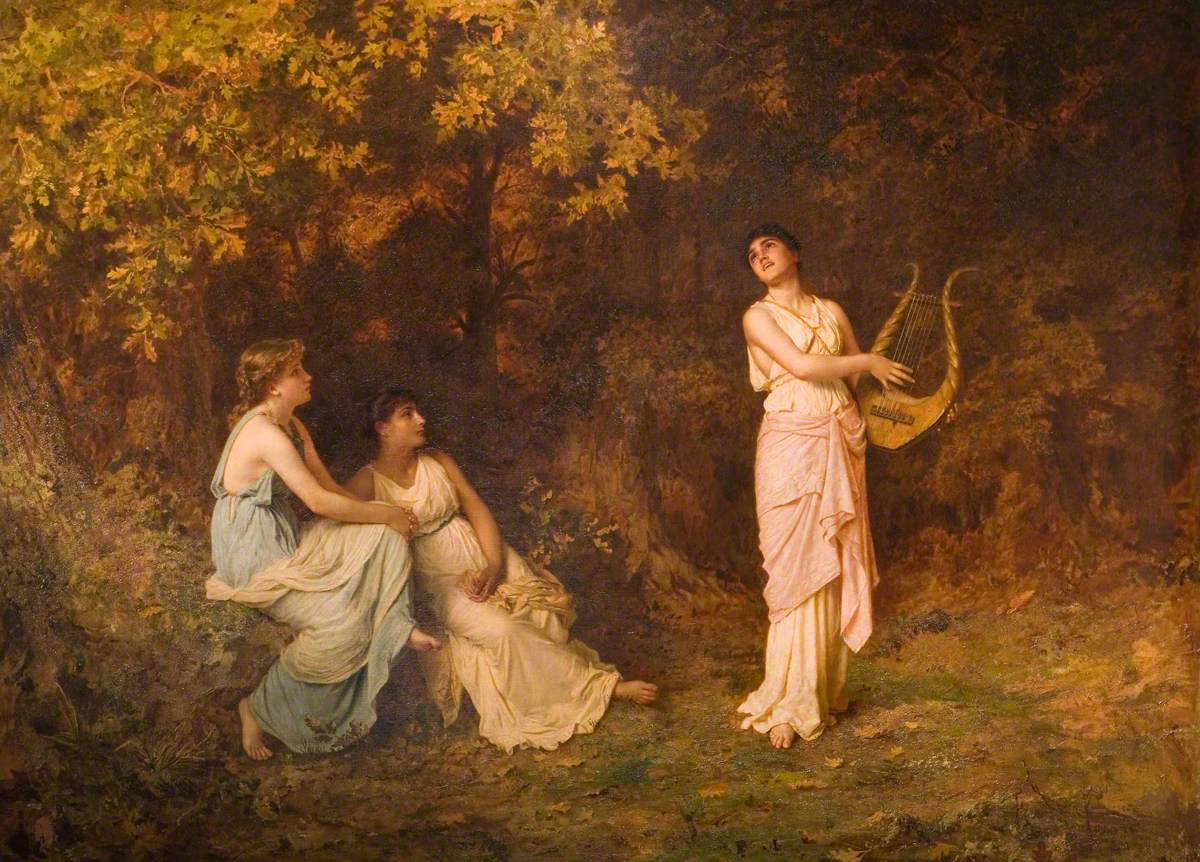
Софи Жанжамбр Андерсон «Песня» (1881)

Художественная ценность и значимость песни различных социальных и культурных слоёв населения различна, так как различны их художественные вкусы, определяемые эстетикой человечества на различных ступенях его исторического развития. Обычно материалом для изучения поэтики песни лирической избирают устную песню крестьянства. Позади крестьянской песни лежит много веков художественного совершенствования. Это привело к выработке устойчивой поэтики, отвечавшей вкусам той социальной среды, в которой песня бытовала. Если лирическая песня не имеет твёрдой формы, то она выработала устойчивую систему поэтических приёмов, которые в своём большинстве сводятся к словесной орнаментации и богаче и разнообразнее, чем в эпической песне. Так, русская лирическая крестьянская песня богата типическими моментами и условными приёмами и в построении и в языке. Развитие лирической темы в ряде песен, композиция её имеет общую схему, которую Б. М. Соколов назвал «приёмом постепенного сужения образов». Под этим он подразумевает «такое сочетание образов, когда они следуют друг за другом в нисходящем порядке от образа с наиболее широким объёмом к образу с наиболее узким объёмом содержания», например в следующем порядке: описание природы, жилища, лица, наряда. Необычайно разнообразны в песне типы повторений стихов, отдельных слов и прочее, особенно в хороводных песнях, именно тех, которые поются двумя группами лиц. Из хоровой песни во многом повторения и ведут своё начало. В песне они служат и композиционным приёмом скрепления частей и выразительным приёмом, характерным для её стиля. Ритмико-синтаксический параллелизм точно так же служит и приёмом построения песни и стилистическим выразительным приёмом. Суть его заключается в подобии синтаксического и ритмического строения стихов. Так, в стихах

Ай по морю, по синему, волна бьёт,
Ай по полю, по чистому, орда идёт.

аналогичное строение: существительное, эпитет, действие. Ритмико-синтаксический параллелизм служит характерной чертой песенного стиля и определяет и музыкальный строй песни, которая распадается на законченные музыкальные фразы, повторяющие друг друга с незначительным заключительным отличием (кадансом) в последней. Это связано и с ещё одной особенностью песни: она не допускает анжамбеман, т. e. перехода конца фразы в следующий стих. В ней фраза или определённый синтаксический элемент укладывается в стих и музыкальную фразу:

Жали мы, жали,
Жали, пожинали,
Жнеи молодые,
Серпы золотые,
Нива долгова́я,
Постать широка́я.
По месяцу жали,
Серпы поломали,
С краю не бывали,
Людей не видали.

Ритмико-синтаксический параллелизм поддерживается параллелизмом психологическим, сущность которого, по Веселовскому, заключается в том, что «мы невольно переносим на природу наше самоощущение жизни, выражающееся в движении, в проявлении силы, направляемой волей». Это основывается на анимистическом миросозерцании и антропоморфизации, то есть очеловечении природы, и в поэтическом стиле проявляется как психологический параллелизм между природой и человеком. Такое сопоставление по признаку действия приводит к двучленному параллелизму:

В саду ягода малина подзакрытою росла,
Свет-княгиня молодая в князя в тереме жила.
который потом может развиваться в многочленный или одночленный. В последнем случае получается символ, в нём одна часть параллели замещает собой другую; в таком случае песня уже не поёт о калине и девушке, а только о калине, не поёт о соколе и молодце, а только о соколе:

Хорошее дерево калина,
На дороге и-шла, гремела,
По болоту и-шла, шумела,
К двору пришла, заиграла:
«Отвори, Марьичка, вороты!».

Но наиболее частой и характерной формой параллелизма будет отрицательный параллелизм более позднего происхождения, когда человеческая мысль начинает уже бороться с уподоблением чувства внешнему миру, разделять их:

Не ручей да бежит, быстра эта реченька,
Это я, бедная, слезами обливаюся,
И не горькая осина розстонулася,
Это зла моя кручина расходилася.

На развёрнутом параллелизме может строиться и вся песня.
На основе психологического параллелизма выработалась символика народной песни, символы приобрели постоянство и стали типической чертой её стиля. Так, символика русской крестьянской песни использует растительный и животный мир восточноевропейской равнины и имеет поэтому свой особый характер. Природа в песне вообще занимает много места, служа передаче душевных состояний и эмоций, но — что является особенностью песни — природа дана только в связи с переживаниями человека: сама по себе, в виде отдельного пейзажа, она никогда не выступает.
Большое место в поэтике песни занимает эпитет. Искусство эпитета достигает в ней высокого мастерства. Им определяется то или иное освещение поэтических мотивов и событий, служащих предметом песни; эпитет выражает художественное миросозерцание певца. Для песни характерен постоянный эпитет, связанный с определяемым образом и употребляющийся вместе с ним. В русской песне употребительны например такие эпитеты, как «ясен сокол», «поле чистое», «буйная головушка», «леса дремучие», «сабля острая», «трава шелковая», «добрый молодец» и прочие; они придают своеобразие её стилю и являются основой эмоционального языка лирической песни. Язык песни хотя и является всегда живым говором, но характеризуется типизированностью многих стилистических и синтаксических особенностей, часто обусловленных связью слова с мелодией.

## Звуковая сторона песни
В систему выразительных средств песни входят звук, ритм и мелодия — именно потому, что песня — музыкально-словесное искусство. «Простонародная» песня, то есть песня социальных низов общества, очень богата по своей звуковой стороне, инструментовке, но редко употребляет рифму, а если употребляет, то лишь неточную или примитивную рифму, часто глагольную; обычнее в ней созвучия внутри стиха: «Собаки борзые, холопы босые». Пение уподобляет концы стихов в звуковом отношении: «Грушу, грушу зелёную, Девушку весёлую».
К зачаткам рифмы песня пришла, как полагает Веселовский, от психологического и ритмико-синтаксического параллелизма. Под влиянием книжной песни устная всё более употребляет рифму. В фольклоре народов Западной Европы она обычнее. Отсутствие рифмы в русской песне приводит к тому, что она не строфична. Опять-таки западная фольклорная песня чаще употребляет строфу.
Ритмическое богатство песни необычайно, и в этом отношении она очень много дала творчеству многих поэтов и музыкантов. Долго ритмика народной песни оставалась для литературоведов загадкой, пока не было учтено одно обстоятельство, именно то, что ритм её словесного текста связан или, точнее, обусловливается ритмом её напева. В Германии Вестфаль и Вольнер, в России Ф. Е. Корш впервые раскрыли законы песенного стиха (мысль о связи ритма словесного и музыкального подал ещё Якоб Гримм). Точно так же следует изучать и русские песенные размеры. Изучение ритмики песен затрудняется тем, что фольклорные записи часто не передают размеров, да и передать их существующими музыкальными формулами невозможно, так как нельзя подвести их под общепринятые ритмические правила и втиснуть в тактовые деления. По существу эти песни тактов не знают. Кроме того в исполнении текст отличается протяжёнными звуками и вставными частицами и совершенно своеобразными ударениями:

Разнесли мысли по чисты́м полям,
По зеле́ным, по зе́леным, зелены́м лугам.

В русской песне есть свои наиболее употребительные размеры: в 2/4 и 4/4. Размер в 3/4 реже. Он употребляется обычно в обрядовых, например свадебных песнях. Но ещё более свойственно песне соединение нескольких размеров, переходы из одного в другой и обратно. Но нередко песня употребляет очень трудно поддающиеся изучению размеры в 3/8, 5/8, 5/4 и пр. Для песни можно установить один закон: распределение акцентов стиха выполняет в ней музыкальный метр и именно таким образом, что звуки, соответствующие слогам с формальным ударением, размещаются по сильным временам музыкального метра, а моменты смыслового ударения выделяются большей длительностью соответствующего звука, отчего этот последний делается интонационным центром фразы.
Наконец для ритмики русской песни характерна цезура, которая приводит к диподичности стиха:

Вечор я у милого || при милости была;
Поутру вставала, || постыла стала.
Ой бил меня муж, || колотил меня муж,
Он бил рублём || да и скалочкою…

Цезура часто подчёркивается внутренней рифмой:

Добры молодцы гуляют, как соколики летают;
Красны девицы танцуют, что голубушки гарцуют…

Сущность цезуры объясняется опять-таки из строения музыкальной фразы. «Пение большей частью рубит стих на две половины, к-рые могут быть названы подъёмом и спуском, — половины, равные количеством музыкальных тактов, сообразно с к-рым ускоряются или растягиваются слоги в словах, по требованиям к-рых одно слово в одном стихе встречается с двумя, с тремя различными ударениями» (А. П. Григорьев).
Мелодическая сторона песни столь же трудна для изучения, как и ритмическая. Принцип строения напева прост. В основе его лежит повторение мелодии с вариациями. Если песня строфична, то вся мелодия повторяется из строфы в строфу, изменяясь в припеве, если он есть; если песня строится на параллелизме, то мелодия охватывает два стиха; и наконец, если нет ни того ни другого, то мелодия повторяется из стиха в стих с полуразрешением в конце стиха и с полным разрешением в конце всей песни. Эти принципы действительны для песен всех народов, так как они служат основой песни, но характер их определяется в каждом отдельном случае характером языка, метрики, музыки и пр. Что касается русской крестьянской песни, то её музыка архаична, она строится в пятиступенных ладах. Русская песня в своём чистом виде одноголосна, поэтому и стиль хоровой песни полифонический: каждый голос, каждая мелодия самостоятельны. Гармонии она поддаётся с трудом, а хоровые песни чаще поются в унисон. Певцы только позволяют себе отступать от темы и украшать мелодию; эти украшения и отступления в терминологии крестьянских певцов называются «подголосками». Гармония, порождаемая сочетанием подголосков с основной мелодией, сравнительно бедна и ограничена: песня никогда не поётся разноголосно с начала до конца — голоса расходятся только в известных местах. Унисон обязателен в начале песни и в конце, а также в полузаключениях (полукадансах), если они встречаются в середине песни. Кроме того, если для ритма песни характерны переходы из одного такта в другой, то для мелодии её типичны переходы из мажора в минор и обратно. Наконец, так как все песенные мелодии происхождения вокального, то регистр их зависит от натурального объёма «непоставленного» голоса.

## Песни различных социальных групп
Надо говорить не только о песне того или другого народа — русской, французской, испанской, — но и о песне того или другого класса (крестьянства, дворянства, рабочих и пр.) и времени (средневековая песня, современная популярная песня). Так, куртуазная средневековая песня отражала представления феодалов не только об отношениях мужчины и женщины их круга в ту эпоху, но и о взаимоотношениях их с другими классами, о классовом идеале; бюргерские сентиментальные песенки XV—XVI вв. — представления их круга и эпохи; песни русского городского мещанства конца XIX и начала XX вв. говорили о бедности и богатстве, о социальном неравенстве, о несбывшихся мечтах девушки — бедной невесты — и охватывали всю тематику так называемого «жестокого романса» (см. Романс).
Наиболее богаты и многочисленны крестьянские песни. Социальное бытие крестьянства нашло в них полное отражение. При этом крестьянские песни феодально-крепостнической эпохи, когда крестьянство представляло собой почти одно социальное целое, представляют собой тоже некоторое единство. Песни эпохи промышленного капитализма конца XIX — начала XX века отразили социальную дифференциацию крестьянства. Обеспеченные селяне создавали свои песни, беднота — свои. Наличие противоречий среди русского крестьянства полно отразилось в частушке. Сравнительная устойчивость крестьянского семейного быта сказалась в устойчивости бытовых песен. Идеалом богатой части крестьянства феодальной эпохи был быт высших социальных слоёв — боярства и дворянства, — а капиталистической эпохи — богатство, «выход в люди». Поэтому бытовые песни этой части крестьянства поэтизируют боярский быт, перенося его в реальные деревенские условия (например в свадебных песнях). Песни, поэтизирующие патриархально-семейный быт, — это песни материально обеспеченных селян, более консервативной части крестьянства. Бытовые песни бедноты поют о бесправии, браке против сердца, горькой молодецкой доле и пр. Для русской крестьянской песни характерно богатство житейских бытовых мотивов.
В крестьянской песне нашла отражение и история земледелия. В обрядовых песнях (в земледельческой магии) отразился примитивизм сельскохозяйственной техники, например в белорусских волочебных песнях, охватывающих круг земледельческих процессов. В украинском фольклоре особенно много песен о крепостном праве, пелись песни и о последствиях раскрепощения, главным образом о батрачестве (наймитах и наймичках), о нехватке земли: «Людей много, поля трохи: З чого будем житы?»
Воинская повинность и войны вызвали так называемые рекрутские и солдатские песни. Рекрутские песни поют о том, как молодцу «лоб забрили» или как его «сдали в солдаты», о расставании с домом и любимой девушкой или женой и об ужасах службы. В рекрутских крестьянских песнях никогда не говорится о «служении вере, царю и отечеству», напротив, «служба» изображается как «ужасть лютая». Солдатские песни во многом историчны, так как связаны с теми или иными историческими событиями, и в основе своей сатиричны: они поют о неудачливых генералах, офицерах, тяжёлой солдатской службе. При изучении солдатских песен нужно иметь в виду, что в них проникли державные взгляды «сверху».
Наконец к крестьянским песням относятся и так называемые разбойничьи песни, которыми очень интересовался В. И. Ленин. Основные мотивы их — тяжесть подневольной жизни и желание воли. Разбойничьи песни отразили крестьянские движения и волнения. Наиболее интересны в этом отношении песни о Стеньке Разине и Пугачёве. «Разбойник» всегда в них идеализируется: он — идеал «голотьбы», он всегда защитник бедноты (таковы же разбойники и в немецких, сербских, болгарских, английских песнях, сродни баллады о Робин Гуде). Среди молодеческих разбойничьих песен немало и песен о последней судьбе разбойника — шёлковой петле или остром топоре. Это понятно, так как большинство крестьянских движений и восстаний кончалось поражениями.
Значительный пласт в сатирических крестьянских песнях занимают песни о попах, панах, боярах и подьячих, которые предстают в отталкивающем, неприглядном виде:

Полюбил меня молоденький попок,
Подарил мне в полтора рубля платок.
Мне попа любить не хочется,
Мне платок носить не хочется.
Оттого любить не хочется —
По приходу он волочится,
Пирогами побирается,
Блинами обжирается.

Фабрично-заводские песни развиваются параллельно росту промышленности и увеличению числа рабочего класса. На мануфактурах, на уральских заводах, на украинских сахарных заводах распевались песни о безземельи крестьянства и уходе на завод, о враждебном отношении к заводу крестьянина, о том, как машина калечит рабочих, о том, как бегают крепостные с помещичьих заводов, о дурной пище на заводах, житьё на фабрике. Не мало женских фабричных песен. Весьма интересны песни рабочих сахарных заводов. Они поют о том, как плантаторы нанимают рабочих, разъезжая с музыкой по сёлам и «заманивая» их, как пашут землю под свёклу на женщинах, как одна из них родила в поле. Мотивы рабочих песен очень богаты:

Ой на горе, на горище
Стоит сахарный завод,
Стоит сахарный завод,
Да всё разный народ.
Три дня праздничка ждали,
Да все праздновали:
Выходили на лужок,
Становились на кружок,
Запоём, братцы, песню
Про тёткинского купца,
Про подрядчика-подлеца.
Кто в Тёткине не бывал,
Нужды-горя не видал:
Мы в Тёткине побывали,
Нужды-горя узнавали,
Как убросят борщу-щей,
Хочь собакам вылей;
Как убросят мохана,
Только косточка одна.
На работу рано гонит,
На работушку идём,
Горьки слёзы льём…— Записана в 1897 году на Теткинском заводе б. Курской губ.
В конце XIX и в начале XX вв. становится популярным жанр коротенькой лирической и сатирической песни-частушки. Она распространяется и в деревне и в городе. Среди частушек более всего рекрутских и любовных. Частушка отличается большой злободневностью, являясь в основном жанром сатирическим. Частушка и романс вытесняют в XX веке — а на Западе и раньше — старую крестьянскую песню. На смену старой песне приходят новая, авторская и героическая революционная и советская песня, а также, с ростом преступности и появлением концлагерей, претерпевает второе рождение жанр блатной и тюремной песни. Характерным является здесь то, что в условиях роста художественной культуры народных масс этот новый репертуар пополняется главным образом (хотя и не исключительно) за счёт письменного творчества ряда советских поэтов и композиторов. По своему тематическому составу репертуар советской песни достаточно разнообразен: песня партизанская («По долинам и по взгорьям» — слова П. С. Парфёнова, мелодия Ильи Атурова), красноармейская («Проводы» и «Нас побить, побить хотели» Демьяна Бедного, «Конная Будённого» Асеева, музыка Давиденко, «Песня о наркоме» Жарова, музыка Давиденко, «Всё выше» Германа, музыка Хайта, «За морями, за горами» Тихонова и Коваля), комсомольская («Молодая гвардия», «Наш паровоз» и др.), пионерская («Пламенем алым» Жарова, «Возьмём винтовки новые» В. Маяковского) и т. д. Советская песня на протяжении всего времени существования СССР служила средством идеологического воспитания и пропагандировала коммунистические ценности.

## Бытовые песни
У каждой социальной группы есть свои излюбленные песни, которые наиболее полно выражают её интересы и стремления. Такие песни в быту и наиболее устойчивы. Бытовая песня поётся при самых различных обстоятельствах: на работе, при плетении неводов и сетей, при прядении (недаром существует пословица: «Беседа дорогу коротает, песня — работу»), во время праздника и на пиру («Когда пир, тогда и песни петь»), во время хороводов, игр и пляски, на свадьбе и похоронах, на гуляньях, в кругу товарищей и подруг и наедине с самим собой или в кабаке, пивной и в трактире, на улице и дома. Песни исполняются хором и отдельным певцом, в зависимости от рода песни и условий исполнения: песни игровые — обычно хоровые, любовные — индивидуальные. Дифференциация певцов идёт и далее: у взрослых свои песни, у детей — свои. Наконец есть мужские песни и женские, что обусловлено и различием в трудовой деятельности мужчины и женщины. Например у сербов лирические песни даже носят специальное название «женских», у римлян существовали особые puellarum cantica. Специально женские песни — колыбельные и похоронные причитания и плачи (у всех народов). Но и вообще в песенном лирическом творчестве женщине принадлежит едва ли не первая роль: посиделочные, свадебные, колыбельные и похоронные — песни женские.
Но помимо певцов для самих себя есть певцы и для других, певцы-профессионалы; они выделились из хора как запевалы и постепенно автономизировались, заняв в зависимости от социальных условий либо почётное положение, как дружинные певцы феодальной поры или певцы-жрецы, либо подчинённое положение, как большинство певцов-гусляров, слепцов, плакальщиц, скоморохов, крепостных певцов, что отразилось и в пословице: «Бедный песни поёт, а богатый только слушает» и: «Слышно, как песни поём, не слышно, как волком воём». Певцы, поющие за вознаграждение, учитывают интересы и запросы слушателей. Это определяет их репертуар. Но и со своей стороны они могут влиять на слушателя, как например бродячие певцы (Spielleute). Между слушателем и певцом происходит своеобразное взаимодействие, которое не проходит бесследно ни для одного из них. Специальные певцы-барды есть у всех народов. Они — носители песенного искусства, часто творцы песен, которые придают им и свой индивидуальный стиль. Они проходят нередко обучение (существовали и существуют особые школы певцов), их искусство совершенствуется и в состязаниях. Одно из подобных состязаний описано И. С. Тургеневым в рассказе «Певцы» («Записки охотника»). Профессионалы-певцы выработали и особые авторские приёмы исполнения песен.

## Жизнь песни. «Народная» и «художественная» песни
Жизнь песни очень сложна, потому что песня отличается особой подвижностью текста и напева и как фольклорное произведение бытует одновременно в многочисленных вариантах, являющихся большей частью социальными вариантами. В песне устойчивы (и то относительно) тема и мотив. Всё остальное изменяется или потому, что не закреплено письменно, или потому, что изменяется нарочито, приспособляемое к новым условиям. Песни распадаются и контаминируются, части их дают основы новым или входят в другие. Песня, переходя из уст в уста, подвергается переделкам и изменениям, сюжеты её изменяются, персонажи и обстоятельства заменяются — получается «старая песня на новый лад». Новые песни — не разложение старых, а новый этап их развития, закономерно вытекающий из новых условий. Новое содержание часто вливается в старые формы, новый словесный текст создаётся на старый напев. Это обычно в частушке, но часто встречается и в «долгих» песнях, и потому и в песенниках нередко указывается под или перед текстом: «на мотив такой-то мелодии». Таким образом не всякая песня имеет свой оригинальный напев. Необычайно богатый отдел лирических песен пополняется за счёт обрядовых и хороводных, так как обряд и хоровод отмирают. Грани обрядовой и лирической песни стираются, песня отходит от обряда и становится чисто лирической. Но лирические песни как не прикреплённые к обряду изменяются быстрее, а параллельно идёт и сокращение числа песен. Процесс переработки песни ускоряется с переходом песни из одной социальной среды в другую.
Наконец в истории фольклорной песни большую роль играло влияние на неё художественной письменной песни. В России «народными» песнями стали «Колыбельная казачья песня» Лермонтова, «Под вечер осенью ненастной» и «Чёрная шаль» Пушкина, «Не шуми ты, рожь, спелым колосом» Кольцова, «Пела, пела пташечка и замолкла» Дельвига, «Среди долины ровные» Мерзлякова, отрывки из «Коробейников» Некрасова («Коробушка» и «Катеринушка»), «Из-за острова на стрежень» Д. Н. Садовникова, «Чудный месяц плывёт над рекою» и «Зачем ты, безумная, губишь» С. Ожегова и др. Это — песни-стихотворения, особый книжнолитературный жанр, который сохраняет многие структурные и стилистические особенности фольклорной песни, но не характеризуется единством слова и мелодии в генетическом отношении: они прежде сочинены, а затем уже положены на музыку. Песни-стихотворения, нередко уже положенные на музыку, проникали в «народ» через книгу, через специальные песенники, лубочные картинки, где фигурировали в виде подписи, через школу, армию, эстраду, а позднее и через средства воспроизведения звука (патефон, граммофон, магнитофон), радио и телевидение. Середина XIX в. в России характеризуется так называемой цыганской песней — своеобразным явлением русского музыкального быта. Кружок «Москвитянина» — А. А. Григорьев, Т. И. Филиппов, Островский, Потехин и др. — был увлечён этой песней. Она представляла собой переработку цыганскими хорами крестьянских песен, а нередко и романсов типа «Вот на пути село большое», «Красный сарафан» и др. — композиторов Варламова, Алябьева, Титова и др., а позднее так называемого «вяльцевского репертуара» («Раз полосыньку я жала» и др.). Песни-стихотворения и романсы оставили большой след на крестьянской песне. Но в свою очередь эта последняя с момента её художественной реабилитации сентиментализмом и романтизмом (см. ниже) влияла и влияет на литературу и музыку, на творчество поэтов и композиторов. Их стилизации затем нередко опять проникали в крестьянство. Подражания народной песне мы находим у штюрмеров и романтиков: в Германии — у Бюргера, Гёте, Уланда, Гейне, Шторма, Лилиенкрона, в Англии — у поэтов Озёрной школы: Бёрнса, Т. Мура, Кольриджа, Вордсворта, в России — у поэтов сентиментальной школы конца XVIII — начала XIX вв.: Дмитриева, Мерзлякова, Нелединского-Мелецкого, Дельвига и многих других — у романтиков, у Пушкина, у поэтов, вышедших из крестьянства или близких ему социальных слоёв (Алипанов, Цыганов, Кольцов, Никитин, позднее Суриков и Дрожжин). Большие поэты, как Гёте и Пушкин, усваивали крестьянскую песню не механически. Недаром Батюшков и Пушкин придавали большое значение песенникам конца XVIII и начала XIX вв. в выработке поэтической речи поэтов первой половины XIX в. Творчество многих поэтов ведёт свою родословную от песни.

## Основные моменты в изучении песни
Изучение устной песни тесно связано с развитием фольклористики в целом. Во второй половине XVIII в. в силу изменившихся социальных условий наблюдается развивающийся интерес к устной «народной песне», столь долго и тщательно ранее изгоняемой. Рост влияния буржуазии содействует этому. Стремясь противопоставить сословной аристократической культуре культуру «народную», буржуазия создаёт науку о «творчестве народа». Гердер впервые в 1773 употребляет термин «народная песня» (Volkslied), быстро вошедший в терминологию.
Под несомненным влиянием сборника Перси «Reliques of ancient English Poetry», 1765—1794, Гердер издаёт сборник «Голоса народов в песнях» и включает в него песни различных народов, объединяя в этом понятии и памятники письменной литературы феодальной эпохи и произведения народов, находящихся на дофеодальной стадии развития, и устную песню, бытующую среди широких крестьянских и мещанских масс.
Характерным для этого первого периода увлечения народной песней, является космополитизм, установка на международный охват материала. Сборник Гердера бесспорно способствовал подъёму интереса к фольклору и не только в Германии, но и в других странах. Идеи его сборника неразлучно связаны с его публицистическими научными работами и оказывают значительное влияние на штюрмеров (см. «Sturm und Drang»). В последней четверти XVIII века народная песня завоёвывает большое внимание писателей: молодой Гёте в Страсбурге собирает и издаёт песни, с апологией песне выступает Бюргер.
В начале XIX века интерес к устной словесности становится выражением националистических настроений. Тяга к национальному самоопределению, утверждению своей национальной культуры в это время наблюдается во всех областях. Наука о «народной» устной литературе, едва зародившись, начинает бурно развиваться и становится проводником этих идей. В период 1806—1808 издаётся сборник народных песен: «Des Knaben Wunderhorn» Клеменса Брентано и Ахима фон Арнима (второе издание — в 1819 году). Брентано и Арним, работая над составлением сборника, не только отбирали материалы соответственно своим философским взглядам, но переделывали их, соединяя строфы из разных песен и даже включали новые. В полемике Брентано с Гриммом с полной чёткостью выступают особенности романтического воззрения на народную песню как на несовершенную форму выражения «народного духа», нуждающуюся в художественной шлифовке. Романтические сборники сыграли значительную роль в истории фольклора. Материал, изданный в них, подан был в плане национального самоутверждения; в этом же плане начинают восприниматься и более ранние сборники XVIII столетия. Тот факт, что Гердер оказывал влияние на Коллара (Dcera Slawy), Челяковского (сборник песен), Шафарика (Slaw Staroz), Карамзина, Надеждина, Шевырёва и других, подтверждает это.
Но уже в этих сборниках и даже несколько раньше был запутан вопрос о соотношении Volkslied («народной песни» как продукции устной поэзии) и Kunstlied (как художественного жанра письменной литературы). Не только в старых сборниках конца XVIII — начала XIX вв., но и в научных изданиях XIX века в понятие «песня» включаются произведения обоих типов. Так, французский сборник, изданный Гастоном Парисом, включает в себя такие произведения средневековой Kunstlied, как «chansons à personages» и «pastourelles». Многие мотивы песенников XV—XVII вв. совершенно сходны с лирикой поэтов того времени: с Карлом Орлеанским, с Кристиной Пизанской, современниками Mapo, с галантной лирикой XVII века. Насколько были распространены в старых песенниках до самого конца XVII века эти общие места куртуазной лирики, видно хотя бы из того, что Векерлэн, в предисловии к своему сборнику (L’ancienne chanson populaire en France XVI et XVII s., avec préface et notices par Y. B. W., Paris, 1887) прямо указавший условность многих песенных мотивов в сборнике, изданном Гастоном Парисом, и обещавший подобрать в печатных песенниках XVI и XVII вв. песни «народного склада», был всё-таки вынужден пополнить и свой собственный сборник песнями, носящими тот же самый характер (то есть pastourelles и chansons à personages). Средневековая и восточная индивидуальная лирика, включаемая в сборники, рассматривалась как «народная песня», Kunstlied и Volkslied путались.
Конец XIX столетия внёс уточнение в сам термин «народная песнь». Так, марксистский теоретик Поль Лафарг указал на классовость песни. «Народная песнь носит в общем местный характер. Сюжет порой может быть занесён извне, но он принимается только в том случае, когда соответствует духу и обычаям тех, кто её устанавливает. Песня не может быть навязана, как новая мода на платье».
Фольклор как искусство не отрывается от земли, он связывается с характером конкретной общественно-исторической формации. «Чтобы понять истинный смысл свадебных песен и народных обрядов, надо знать нравы патриархальной семьи, как она сохранилась», говорит Лафарг.

## Виды песни
- Неаполитанская песня
- Авторская, или бардовская песня
- Гимны
- Исторические песни
- Народная песня
- Эстрадная песня
- Романс
- Частушка
- Шансон
- Детская
- Колыбельная песня
- Строевая
- Список символов штатов США (песни)
- Рок-музыка
- Поп-музыка